# Cuphea salvadorensis
Cuphea salvadorensis là một loài thực vật có hoa trong họ Lythraceae. Loài này được (Standl.) Standl. mô tả khoa học đầu tiên năm 1929.

## Hình ảnh

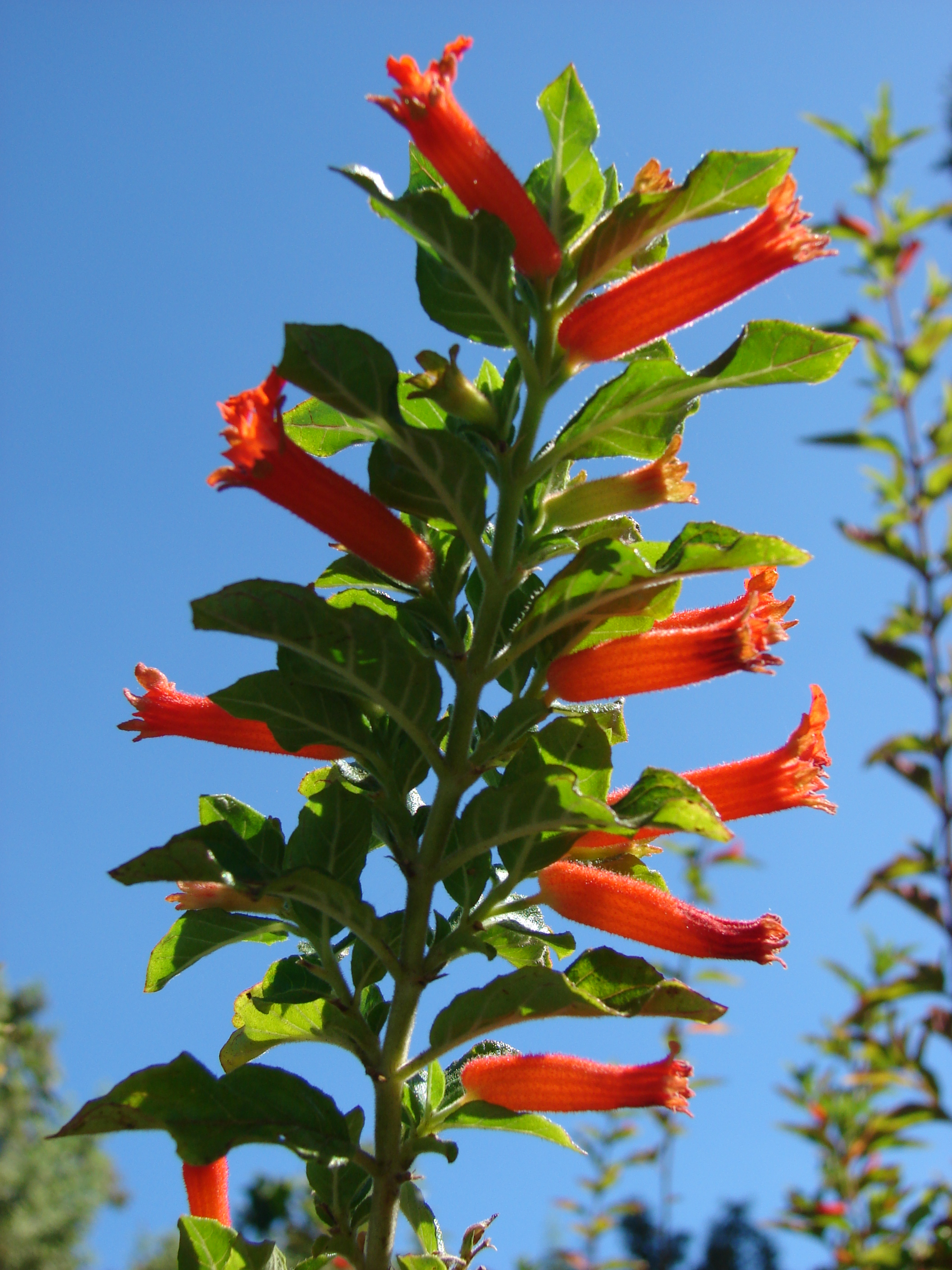
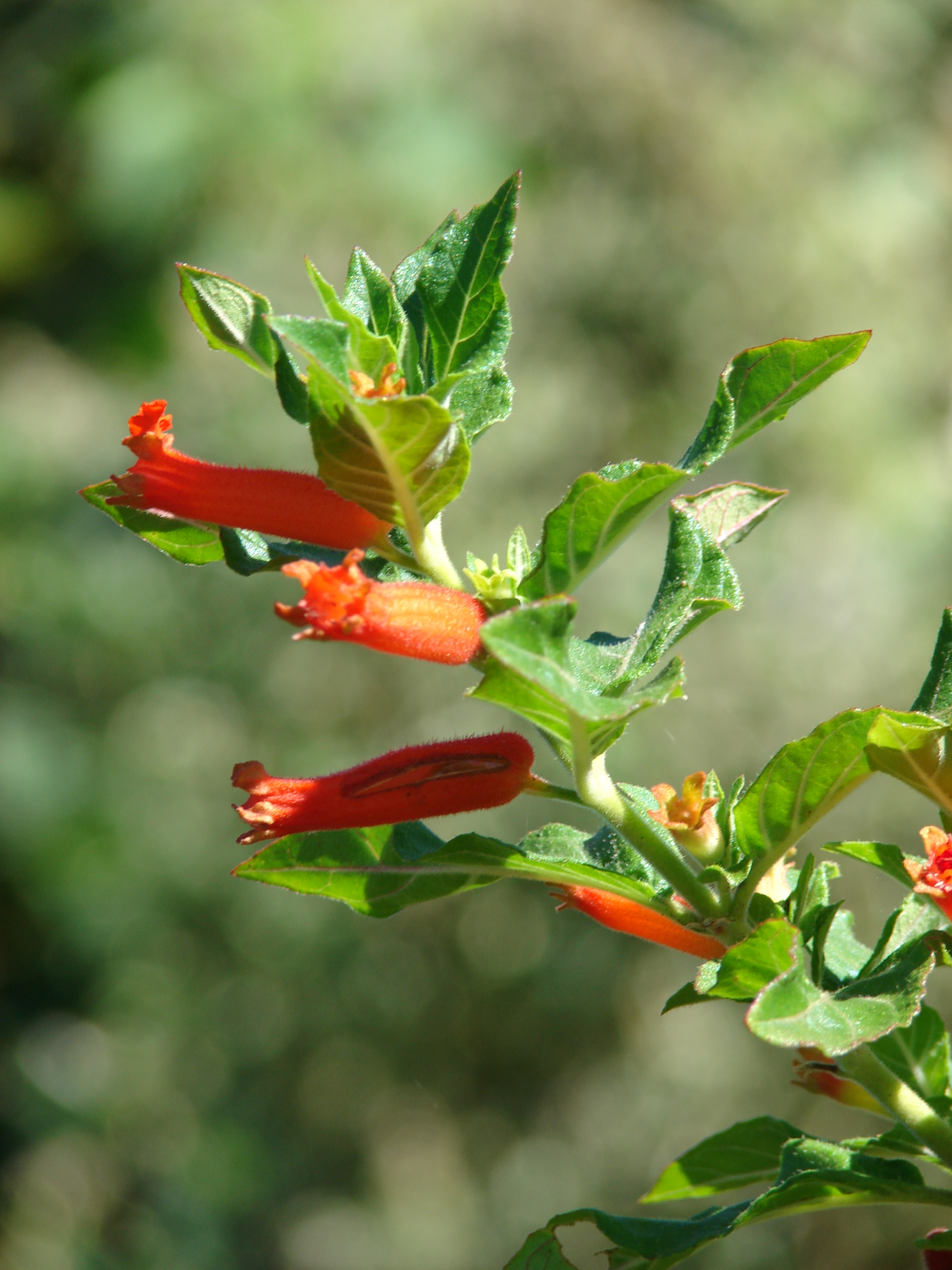